# Aulacophora marginalis
Aulacophora marginalis es un coleóptero de la familia Chrysomelidae.
Fue descrita científicamente por primera vez en 1876 por Chapuis.